# Монструми командоси
Монструми командоси (енгл. Creature Commandos) америчка је анимирана суперхеројска телевизијска серија за одрасле, заснована на истоименом тиму из DC Comics-а. Представља прву телевизијску серију, као и прво остварење у DC универзуму, а продуцирали су је DC Studios и Warner Bros. Animation. Серија се фокусира на тајни оперативни тим чудовишта који је окупила Аманда Волер. Свих седам епизода прве сезоне написао је креатор серије Џејмс Ган, док је Дин Лори био шоуранер, а Ив Бигерел главни редитељ.
Гласове главним ликовима серије позајмљују Индира Варма, Шон Ган, Алан Тјудик, Зои Чао, Дејвид Харбор и Френк Грило. Након што су Џејмс Ган и Питер Сафран постали ко-извршни директори DC Studios-а у октобру 2022, најавили су серију Монструми командоси у јануару 2023. године. Продукција серије је тада већ била у току, а кастинг је био у завршној фази. Глумачка екипа је званично објављена у априлу исте године. Студији Bobbypills и Studio IAM били су задужени за анимацију серије.
Прве две епизоде серије премијерно су приказане на стриминг услузи Max 5. децембра 2024. године. Серија је добила позитивне рецензије критичара, који су посебно похвалили гласовне улоге, анимацију и причу. Ово је први пројекат у оквиру првог поглавља DC универзума под називом „Богови и чудовишта”. У децембру 2024. најављена је друга сезона серије.

## Радња
Након догађаја из прве сезоне серије Миротворац (2022), Аманда Волер окупља тајни оперативни тим чудовишта на челу са генералом Риком Флегом Старијим.

## Гласовне улоге

### Главне
| Глумац        | Улога                              |
| ------------- | ---------------------------------- |
| Индира Варма  | Невеста                            |
| Шон Ган       | Редов Робот                        |
| Шон Ган       | „Џон Доу” / Ласица                 |
| Алан Тјудик   | Алекс Сарторијус / Доктор Фосфорус |
| Алан Тјудик   | Вил Магнус                         |
| Алан Тјудик   | Клејфејс                           |
| Зои Чао       | Нина Мазурски                      |
| Дејвид Харбор | Ерик Франкенштајн                  |
| Френк Грило   | Рик Флег Старији                   |

### Споредне
| Глумац          | Улога                   |
| --------------- | ----------------------- |
| Марија Бакалова | принцеза Илана Ростовик |
| Ања Чалотра     | Кирка                   |
| Вајола Дејвис   | Аманда Волер            |
| Јулијан Костов  | Алексеј                 |
| Јулијан Костов  | Сергеј                  |
| Стив Ејџи       | Џон Економос            |
| Стефани Беатриз | Ајла Макферсон          |

## Епизоде
| Сезона | Сезона | Епизоде | Епизоде | Оригинално емитовање | Оригинално емитовање |
| Сезона | Сезона | Епизоде | Епизоде | Премијера            | Финале               |
| ------ | ------ | ------- | ------- | -------------------- | -------------------- |
|        | 1.     | 7       | 7       | 5. децембар 2024.    | 9. јануар 2025.      |